# Magnus Larsson
Per Henrik Magnus Larsson (Olofström, Suècia; 25 de març de 1970) és un tennista professional retirat suec.
En el seu palmarès consten set títols individuals i sis en dobles masculins en el circuit ATP, que li van permetre arribar al Top 10 en el rànquing individual i al 26è en el rànquing de dobles. Va guanyar el títol de Roland Garros en categoria júnior individual l'any 1988, mentre que a l'elit va arribar a semifinals d'aquest torneig individualment (1994) i en va ser finalista en la modalitat de dobles (1995). Va formar part de l'equip suec de Copa Davis en diverses ocasions i va participar en la consecució del títol en les edicions de 1994 i 1997 superant a Rússia i Estats Units respectivament.

## Torneigs de Grand Slam

### Dobles masculins: 1 (0−1)
| Resultat  | Núm. | Any  | Torneig       | Parella       | Oponents                    | Marcador         |
| --------- | ---- | ---- | ------------- | ------------- | --------------------------- | ---------------- |
| Finalista | 1.   | 1995 | Roland Garros | Nicklas Kulti | Jacco Eltingh Paul Haarhuis | 7−6(3), 4−6, 1−6 |

## Palmarès

### Individual: 15 (7−8)
| Llegenda (pre/post 2009)                                 |
| -------------------------------------------------------- |
| Grand Slams (0−0)                                        |
| Tennis Masters Cup / ATP Finals (0−0)                    |
| Grand Slam Cup (1−0)                                     |
| ATP Masters Series / ATP World Tour Masters 1000 (0−0)   |
| ATP International Series Gold / ATP World Tour 500 (1−1) |
| ATP International Series / ATP World Tour 250 (7−7)      |

| Títols per superfície |
| --------------------- |
| Dura (2−3)            |
| Gespa (0−2)           |
| Terra batuda (2−2)    |
| Moqueta (3−1)         |

| Resultat  | Núm. | Data                   | Torneig                         | Superfície   | Oponent             | Marcador                 |
| --------- | ---- | ---------------------- | ------------------------------- | ------------ | ------------------- | ------------------------ |
| Guanyador | 1.   | 11 de juny de 1990     | Florència, Itàlia               | Terra batuda | Lawson Duncan       | 6−7, 7−5, 6−0            |
| Finalista | 1.   | 15 de juliol de 1990   | Båstad, Suècia                  | Terra batuda | Richard Fromberg    | 2−6, 6−7(5)              |
| Guanyador | 2.   | 8 de març de 1992      | Copenhaguen, Dinamarca          | Moqueta      | Anders Järryd       | 6−4, 7−6(5)              |
| Guanyador | 3.   | 4 de maig de 1992      | Munic, Alemanya                 | Terra batuda | Petr Korda          | 6−4, 4−6, 6−1            |
| Guanyador | 4.   | març de 1994           | Saragossa, Espanya              | Moqueta (i)  | Lars Rehmann        | 6−4, 6−4                 |
| Finalista | 2.   | 20 de juny de 1994     | Halle, Alemanya                 | Gespa        | Michael Stich       | 4−6, 6−4, 3−6            |
| Guanyador | 5.   | 9 d'octubre de 1994    | Tolosa, França                  | Dura         | Jared Palmer        | 6−1, 6−3                 |
| Finalista | 3.   | 13 de novembre de 1994 | Anvers, Bèlgica                 | Moqueta (i)  | Pete Sampras        | 6−7(5), 4−6              |
| Guanyador | 6.   | 5 de desembre de 1994  | Grand Slam Cup, Munic, Alemanya | Moqueta (i)  | Pete Sampras        | 7−6(6), 4−6, 7−6(5), 6−4 |
| Finalista | 4.   | 9 de gener de 1995     | Doha, Qatar                     | Dura         | Stefan Edberg       | 6−7(4), 1−6              |
| Finalista | 5.   | 17 d'abril de 1995     | Barcelona, Espanya              | Terra batuda | Thomas Muster       | 2−6, 1−6, 4−6            |
| Finalista | 6.   | 20 d'octubre de 1996   | Tolosa, França                  | Dura         | Mark Philippoussis  | 1−6, 7−5, 4−6            |
| Finalista | 7.   | 15 de juny de 1998     | Halle (2)                       | Gespa        | Ievgueni Kàfelnikov | 4−6, 4−6                 |
| Guanyador | 7.   | 20 de febrer de 2000   | Memphis, Estats Units           | Dura         | Byron Black         | 6−2, 1−6, 6−3            |
| Finalista | 8.   | 5 de març de 2000      | Copenhaguen, Dinamarca          | Dura         | Andreas Vinciguerra | 3−6, 6−7(5)              |

### Dobles masculins: 8 (6−2)
| Llegenda (pre/post 2009)                                 |
| -------------------------------------------------------- |
| Grand Slams (0−1)                                        |
| Tennis Masters Cup / ATP Finals (0−0)                    |
| ATP Masters Series / ATP World Tour Masters 1000 (1−0)   |
| ATP International Series Gold / ATP World Tour 500 (0−0) |
| ATP International Series / ATP World Tour 250 (5−1)      |

| Títols per superfície |
| --------------------- |
| Dura (2−0)            |
| Gespa (0−0)           |
| Terra batuda (3−2)    |
| Moqueta (1−0)         |

| Resultat  | Núm. | Data                 | Torneig                | Superfície   | Parella           | Oponents                         | Marcador      |
| --------- | ---- | -------------------- | ---------------------- | ------------ | ----------------- | -------------------------------- | ------------- |
| Guanyador | 1.   | 10 de juny de 1991   | Florència, Itàlia      | Terra batuda | Ola Jonsson       | J.C. Báguena Carles Costa        | 3−6, 6−1, 6−1 |
| Guanyador | 2.   | 8 de març de 1992    | Copenhaguen, Dinamarca | Moqueta      | Nicklas Kulti     | H.J. Davids Libor Pimek          | 6−3, 6−4      |
| Guanyador | 3.   | 24 d'abril de 1994   | Montecarlo, Mònaco     | Terra batuda | Nicklas Kulti     | Ievgueni Kàfelnikov Daniel Vacek | 3−6, 7−6, 6−4 |
| Guanyador | 4.   | 9 de gener de 1995   | Doha, Qatar            | Dura         | Stefan Edberg     | Andrei Olhovskiy Jan Siemerink   | 7−6, 6−2      |
| Finalista | 1.   | 11 de juny de 1995   | Roland Garros, França  | Terra batuda | Nicklas Kulti     | Jacco Eltingh Paul Haarhuis      | 7−6, 4−6, 1−6 |
| Guanyador | 5.   | 16 de febrer de 1997 | Marsella, França       | Dura         | Thomas Enqvist    | Olivier Delaître Fabrice Santoro | 6−3, 6−4      |
| Finalista | 2.   | 13 de juliol de 1997 | Båstad, Suècia         | Terra batuda | Magnus Gustafsson | Nicklas Kulti Mikael Tillström   | 0−6, 3−6      |
| Guanyador | 6.   | 12 de juliol de 1998 | Båstad                 | Terra batuda | Magnus Gustafsson | Lan Bale Piet Norval             | 6−4, 6−2      |

### Equips: 2 (2−0)
| Resultat  | Núm. | Data                      | Torneig                          | Superfície  | Equip                                       | Oponents                                                               | Marcador |
| --------- | ---- | ------------------------- | -------------------------------- | ----------- | ------------------------------------------- | ---------------------------------------------------------------------- | -------- |
| Guanyador | 1.   | 2−4 de desembre de 1994   | Copa Davis, Moscou, Rússia       | Moqueta (i) | Jan Apell Jonas Björkman Stefan Edberg      | Andrey Cherkasov Ievgueni Kàfelnikov Andrei Olhovskiy Alexander Volkov | 3−2      |
| Guanyador | 2.   | 28−30 de novembre de 1997 | Copa Davis, Göteborg, Suècia (2) | Moqueta (i) | Nicklas Kulti Jonas Björkman Thomas Enqvist | Michael Chang Todd Martin Pete Sampras Jonathan Stark                  | 5−0      |

## Trajectòria

### Individual
| Open d'Austràlia | 1R          | 2R          | 1R          | 1R    | 2R          | 1R          | 4R          | 3R    | 2R          | 1R          | A           | A    | A           | A           | 1R          | 0 / 11    | 8 − 11    |
| Roland Garros | A           | A           | 3R          | 3R    | 3R          | SF          | 4R          | 1R    | 3R          | 1R          | 2R          | A    | 3R          | Q2          | A           | 0 / 10    | 19 − 10   |
| Wimbledon | A           | 1R          | 2R          | 3R    | 2R          | 1R          | A           | 2R    | A           | 4R          | 1R          | A    | 3R          | 1R          | A           | 0 / 10    | 10 − 10   |
| US Open | A           | A           | 3R          | 2R    | QF          | 1R          | A           | 1R    | QF          | QF          | 3R          | A    | 1R          | Q3          | A           | 0 / 9     | 17 − 9    |
| Jocs Olímpics | No celebrat | No celebrat | No celebrat | 3R    | No celebrat | No celebrat | No celebrat | A     | No celebrat | No celebrat | No celebrat | A    | No celebrat | No celebrat | No celebrat | 0 / 1     | 2 – 1     |
| Total Victòries−Derrotes                                                                                                   | 0−3         | 15−9        | 21−21       | 30−20 | 35−25       | 39−22       | 35−15       | 28−24 | 42−23       | 19−15       | 16−16       | 12−6 | 10−10       | 8−8         | 1−2         | 310 − 221 | 310 − 221 |
| Rànquing a final d'any | 145         | 56          | 61          | 34    | 39          | 19          | 17          | 46    | 25          | 43          | 95          | 75   | 136         | 152         | 507         |           |           |
| Llegenda: G: Guanyador; F: Finalista; SF: Semifinalista; QF: Quarts de final; Q: Qualificació; A: Absent; RR: Round Robin; |             |             |             |       |             |             |             |       |             |             |             |      |             |             |             |           |           |

### Dobles masculins
| Open d'Austràlia | 1R  | A   | A   | A   | A     | 1R    | 1R  | A    | 0 / 3   | 0 − 3   |
| Roland Garros | A   | 1R  | A   | A   | 2R    | F     | 1R  | A    | 0 / 4   | 6 − 4   |
| Wimbledon | A   | A   | A   | A   | 2R    | A     | 2R  | A    | 0 / 2   | 2 − 2   |
| US Open | A   | A   | A   | A   | SF    | A     | A   | A    | 0 / 1   | 4 − 1   |
| Total Victòries−Derrotes                                                                                                   | 4−6 | 4−2 | 6−5 | 2−0 | 18−15 | 14−10 | 3−9 | 10−5 | 69 − 66 | 69 − 66 |
| Rànquing a final d'any | 243 | 240 | 211 | 497 | 39    | 66    | 442 | 166  |         |         |
| Llegenda: G: Guanyador; F: Finalista; SF: Semifinalista; QF: Quarts de final; Q: Qualificació; A: Absent; RR: Round Robin; |     |     |     |     |       |       |     |      |         |         |